# Wielisław
Wielisław  è un nome proprio di persona polacco maschile.

## Varianti
- Diminutivi: Wisław[1], Wiesław[1]
- Femminili: Wiesława[2], Wisława[3]

## Origine e diffusione
Deriva da un vecchio nome slavo che significa "grande gloria".

## Onomastico
Non ci sono santi con questo nome, che è quindi adespota. L'onomastico si può festeggiare il 1º novembre, giorno di Ognissanti.

## Persone

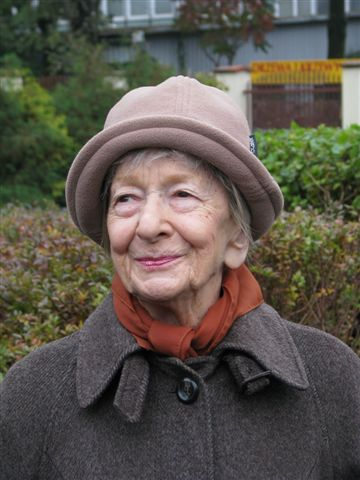
Wisława Szymborska

### Varianti maschili
- Wiesław Cisek, calciatore polacco
- Wieslaw Lipka, giocatore di calcio a 5 polacco
- Wiesław Maniak, atleta polacco
- Wiesław Skołucki, vescovo vetero-cattolico polacco

### Varianti femminili
- Wisława Szymborska, poetessa e saggista polacca